# Crassula cordifolia
Crassula cordifolia (лат.) — вид суккулентных растений рода Толстянка (Crassula) семейства Толстянковые (Crassulaceae), естественно произрастающий на территории Мадагаскара.

## Название
Родовое латинское название Crassula происходит от латинского слова crassus, — «толстый», в основном из-за присутствия у растений этого рода сочных листьев.
Видовой латинский эпитет cordifolia (cordifolius) происходит от лат. cor, cordis — «сердце» и лат. -folius — «листья».

## Ботаническое описание
Растение представляет собой голые, многолетние травы с тонкими, прямостоячими стеблями высотой до 15 см. Листья сочные, зеленые, сердцевидные, длиной 5—8 мм, сплетенные и сросшиеся в основании.
Соцветия состоят из верхушечных метелок диаметром 5-8 см. Цветки многочисленные, 5-членные, расположены на длинных цветоножках. Чашелистики овально-ланцетные, зеленые с беловатым краем, размером 4 мм. Лепестки вытянутые, окрашены в белый цвет и имеют длину 6-7 мм. Тычинки достигают длины 4 мм.

## Таксономия
Crassula cordifolia Baker, первое упоминание в J. Linn. Soc., Bot. 25: 315 (1890).